# 김혜자 (복지기관단체인)
김혜자는 동그라미 통합원장이다. 2013년 동그라미 원장으로 부임해 장애인들의 주체적 삶을 위해 잠재능력과 가능성의 개발로 자활과 자립의 기회를 확대하는 등 열심히 노력한 결과 전국장애인생활시설평가에서 4회 연속 전국 최우수시설로 선정되는 결과를 얻었다.

## 경력
- 2013년 동그라미 통합원장
- 2013년 전주은혜마을
- 2013년 원광장애인종합복지관

## 수상
- 2015년 대한민국 나눔국민대상 보건복지부장관상